# Friedrich Keiter
Friedrich Keiter (* 26. November 1906 in Wien; † 20. April 1967 in Nikosia, Zypern) war ein österreichisch-deutscher Anthropologe, Mediziner und Rassenbiologe, der vor allem in Hamburg und Würzburg wirkte.

## Leben

### Kindheit, Jugend und Ausbildung (Wien, Kiel und Graz)
Friedrich Keiter wurde als Sohn des späteren Hofrats Albin Keiter, Doktor der Philosophie, in Wien geboren. Dort ging er von 1916 bis 1924 auf ein humanistisches Gymnasium.
Keiter studierte zunächst zwei Semester Naturwissenschaften, dann als Promotionsstudiengang Anthropologie (mit den Nebenfächern Ethnologie und Psychologie sowie als Lehramtsfächer Geschichte und Geographie) an der Universität Wien. Er war Mitglied der Sängerschaften Ghibellinen Wien und Holsatia Hamburg im Dachverband Deutsche Sängerschaft. Am 15. Februar 1929 erfolgte seine Promotion als Dr. phil. in Anthropologie mit Studien zu australischen und melanesischen Unterkiefern aus dem Nachlaß Prof. Pöchs. Von Mai 1929 bis November 1932 war als Assistent am Anthropologischen Institut der Universität Kiel tätig, wo er ein Studium der Medizin begann, das er in Wien fortführte und in Graz (am 20. Dezember 1933) abschloss und mit der Promotion zum Dr. med. beendete. Zudem erhielt er die Venia practicandi. 1933 wurde er Privatdozent für das Fach Erblehre an der Universität Graz, wo er sich am Zoologischen Institut bereits am 18. August 1933 für das Fach Anthropologie habilitiert hatte. Im Wintersemester 1933/1934 hielt er dort die Vorlesung Einführung in die Rassenfrage beim Menschen.

### 1934 bis 1938 (Hamburg)
Zum 1. Januar 1934 wurde er Erster Assistent an dem von Walter Scheidt geleiteten Rassenbiologischen Institut der Hamburger Philosophischen Fakultät, die am 20. Januar desselben Jahres Keiters Umhabilitierung für das Fach Rassenbiologie zustimmte. Am 10. November 1934 trat Keiter, der auch Mitglied des Nationalsozialistischen Deutschen Studentenbundes war, dem Nationalsozialistischen Lehrerbund bei.
Von 1934 bis 1938 leitete er die Hamburger Ortsgruppe I/IX des Kampfringes der Deutsch-Österreicher und war österreichischer NSDAP-Parteianwärter.
Auf dem Berliner Weltbevölkerungskongress 1935 erklärte er, dass die Ausschaltung des Judentums eine „Heilwirkung auf das deutsche Volk“ habe. Sein jüdisch geborener, früh getaufter Großvater mütterlicherseits wurde 1938 durch die Erklärung der Großmutter aus dem Stammbaum getilgt, indem sie angab, von einem „Deutschblütigen“ außerehelich geschwängert worden zu sein. Diese Erklärung wurde durch ein erbbiologisches Gutachten des Kaiser-Wilhelm-Instituts für Anthropologie mit Abstammungsbescheid vom 30. September 1939 unterstützt. Im selben Jahr erschien Keiters dreibändiges Werk Rasse und Kultur. Ebenfalls 1939 wurde Keiter, den Scheidt 1938 als Extraordinarius vorgeschlagen hatte, von Fritz Jäger, dem Dekan der Philosophischen Fakultät Hamburg, empfohlen, freiwillig auf die Dozentur zu verzichten.

### 1939 bis 1945 (Würzburg)
1939 begann Keiter unter Ludwig Schmidt-Kehl am Institut für Vererbungswissenschaft und Rasseforschung in der Klinikstraße 6 (ab 1940 Rassenbiologisches Institut) der Universität Würzburg zu lehren. Bereits zuvor war Schmidt auf Keiter aufmerksam geworden (Jener hatte 1937 dessen Artikel Landflucht und Schulleistung zitiert). Das Institut war im Mai 1939 unter dem Rektor Seifert eingeweiht worden. In Würzburg hatte Keiter ab 1. April 1939 eine kulturbiologische bzw. kulturanthropologische Abteilung aufgebaut. Ihm wurde am 13. Oktober 1939 mit Wirkung vom 1. April 1939 die Stelle eines planmäßigen Assistenten am Rassenbiologischen Institut verliehen. Am 18. Juni 1940 wurde er nach Umhabilitierung zum „Dozenten neuer Ordnung“ ernannt. Vom 1. September 1939 bis 7. Dezember 1942 leitete er das Institut kommissarisch, bevor Günther Just als Nachfolger Schmidts dorthin berufen wurde. (Keiter wurde von der Medizinischen Fakultät, begründet mit einem Gutachten vom 13. März 1942, nicht für die Professur vorschlagen). Seine Wohnung hatte Keiter im Stadtteil Grombühl (Schiestlstraße 37).
Am 5. März 1940 beantragte er die Aufnahme in die NSDAP und wurde zum 1. April desselben Jahres aufgenommen (Mitgliedsnummer 8.047.041). Weil Keiter sich nicht an die Vorgaben des SS-Rasse- und Siedlungshauptamts hielt, kam es wiederholt zu Konflikten mit Parteidienststellen.
Vorlesungen, die er neben den Pflichtvorlesungen für Schmidt hielt, befassten sich 1938 bis 1941 mit Rasse und Kultur, Kulturbiologie, Rassenkunde, Hochkultur und Rasse und Volkscharakter und Rassenseele in Europa.
Zu seinen Doktoranden gehörte 1941 Klaus Endruweit.
Von Mai bis September 1941 war Keiter als Arzt zur Wehrmacht eingezogen; die stellvertretende Leitung des Instituts hatte in dieser Zeit der Anatom Curt Elze. Von Mai 1943 bis Februar 1944 war Keiter Truppenarzt in Russland und von September bis Oktober 1944 in Frankreich. In der Zwischenzeit verrichtete er Lazarettdienste in Würzburg (im Mariannhill- und im Luitpoldkrankenhaus). 1944 erschien Keiters Kurzes Lehrbuch der Rassenbiologie und Rassenhygiene für Mediziner. Vom 15. März bis zum 1. September 1945 war Keiter Kriegsgefangener. Aus seinem Dienst wurde er von der Regierung von Mainfranken am 10. Oktober 1945 entlassen.

### Nach 1945 (Hamburg, Karlsruhe und Würzburg)
Nach 1945 gab Keiter an, in der Zeit des Nationalsozialismus Schwierigkeiten wegen seines jüdischen Großvaters gehabt zu haben. Als NSDAP-Mitglied und aufgrund von Entscheidungen der Medizinischen bzw. Philosophischen Fakultäten in Hamburg (1947 bis 1953) und Würzburg (1950 bis 1957) konnte Keiter seine Dozententätigkeit zunächst nicht fortsetzen. (Im März 1948 wurde er in Würzburg in einem Spruchkammerverfahren als Mitläufer eingestuft, konnte jedoch mit Hilfe zahlreicher Entlastungsschreiben im Juni 1949 seine Entlastung erreichen). Nach der Rückkehr aus der Kriegsgefangenschaft hatte er in Hamburg begonnen, Vaterschaftsgutachten zu verfassen, und wurde dann Leiter eines privaten und lukrativen gerichtsanthropologischen Labors in Hamburg. In dieser Zeit gestaltete er auch Vorträge für Korporationen, im Wintersemester 1956/57 etwa einen zum Thema „Deutschland, Europa und die Welt“. 1958 erhielt er die Erlaubnis, den Titel außerplanmäßiger Professor zu führen. Unterlagen zum Entnazifizierungsverfahren finden sich im Baden-Württembergischen Generallandesarchiv Karlsruhe. Keiter wurde im Oktober 1958 erneut zum Privatdozenten der Anthropologie und Erbbiologie an der Medizinischen Fakultät Würzburgs ernannt, hielt dort, wenn auch nur in geringem Umfang, wieder Vorlesungen und nach 1965 auch wieder in Hamburg. In Würzburg verschwand das Fach „Anthropologie und Erbbiologie“ nach Kellers Tod aus dem Vorlesungsverzeichnis.
Vorlesungen, die er in Würzburg von 1959 bis 1965 abhielt, befassten sich mit biologischen Problemen der menschlichen Natur, Menschliche Erblehre für Kliniker und Ärzte, Erb- und Konstitutionsbiologie des Menschen für Mediziner, Biologen und Psychologen, Verhaltens-, Kultur- und Sozialanthropologie und Rassenfrage, Humangenetik, Individualität und Typenlehre bei Mensch und Tier, Abstammung, Lebenslauf, Verhalten.
Friedrich Keiter kam 1967 zusammen mit seiner Ehefrau Margarethe bei einem Flugzeugabsturz über Nikosia auf Zypern ums Leben.

## Forschung
Friedrich Keiter forschte auf dem Gebiet der physischen Anthropologie, Humangenetik, Demographie und Kulturanthropologie. Als physischer Anthropologe galt sein Interesse der Beschreibung und Vergleichbarmachung der in der Anthropologie weitgehend vernachlässigten überwiegend nicht messbaren physiognomischen Merkmale des Gesichts, was er unter dem Begriff „Rassenpsychologie“ zusammenfasste. Er hat mehrere Arbeiten zur Verbreitung dieser Merkmale in Mittel- und Südeuropa verfasst.
Sein Interessenschwerpunkt verlagerte sich von der physischen Anthropologie und der Rassenbiologie hin zur Kulturanthropologie. Dabei war er zunächst von der „Kulturbiologie“ seines Hamburger Lehrers Walter Scheidt beeinflusst und schlug dann eigene Wege ein. (Zu Beginn der 1930er Jahre hatte Keiter sich dem dynamischen Rassenbegriff Scheidts, Karl Sallers und Friedrich Merkenschlagers angeschlossen). Eine Besonderheit seines kulturwissenschaftlichen Ansatzes war der Versuch der Quantifizierung und des Vergleichs von Kulturerscheinungen.
Die Popularisierung der von dem Philologen Hans F. K. Günther mit seiner Rassenkunde des deutschen Volkes von 1922 verbreiteten statischen Rassenlehre kritisierte Keiter 1932. Ab etwa 1941 glitten dem „Parteibuch-Opportunisten“ seine Veröffentlichungen jedoch zunehmend in die nationalsozialistisch-rassenhygienischje Denktradition ab. Die von ihm betreuten Dissertationen befassen sich zum Teil mit der Tätigkeit der Erbgesundheitsgerichtbarkeit Mainfrankens.
Nach Kriegsende wurden Keiters Schriften Menschenrassen in Vergangenheit und Gegenwart (Reclam, Leipzig 1936), Rasse und Kultur (Enke, Stuttgart 1938), Rassenpsychologie (Reclam, Leipzig 1941), Die menschliche Fortpflanzung (Hirzel, Leipzig 1943) und Kurzes Lehrbuch der Rassenbiologie und Rassenhygiene für Mediziner (Enke, Stuttgart 1944) in der Sowjetischen Besatzungszone auf die Liste der auszusondernden Literatur gesetzt.
Nach dem Krieg nahm Keiter in zunehmendem Maße Anregungen der amerikanischen Kulturanthropologie und Kultursoziologie auf. Er beschäftigte sich auch immer wieder mit dem Problem des Nationalcharakters. Zu seinen bedeutenderen Werke gehörten Rasse und Kultur (1938–1940) und seine Verhaltensbiologie des Menschen auf kulturanthropologischer Grundlage (1966), außerdem seine physiognomischen Studien.
Das Kapitel Über das Seelenleben der Neger aus dem Band Rassenpsychologie. Einführung in eine werdende Wissenschaft, 1941 erschienen, kursiert als Online-Lektüre bei diversen einschlägigen Neonazi-Websites im deutschsprachigen Raum. Mitglieder der Partei National Orientierter Schweizer (Pnos) wurden 2005 wegen der Verbreitung dieser Publikation nach dem Antirassismus-Gesetz verurteilt.

## Zitat
„Auch innerhalb des nordalpinen Europa hat das deutsche Volk rassenpsychologisch einen ganz bestimmten Platz, von dem es nicht woanders hin verschoben werden dürfte, ohne sein Wesen zu ändern. Die Deutschen siedeln in der Süd-Nordrichtung zwischen Italienern und Skandinavien-Engländern und in der West-Ostrichtung zwischen Franzosen und Slawen. Damit ist gleichzeitig das rassenpsychologische ‚Koordinatensystem‘ angegeben, in dem sie unverrückbar ihren Süd-Nord- und ihren West-Ost-Ort haben.“

## Veröffentlichungen (Auswahl)
Monographien
- Studien zu australischen und melanesischen Unterkiefern aus dem Nachlaß Prof. Pöchs. Philosophische Dissertation Wien (1928) 1929 (Promotion am 15. Februar 1929).
- Schwansen und die Schlei. Schleswigsche Bauern und Fischer. Jena 1931 (= Deutsche Rassenkunde. Band 8).
- Rußlanddeutsche Bauern und ihre Stammesgenossen in Deutschland. Untersuchungen zur speziellen und allgemeinen Rassenkunde. (= Deutsche Rassenkunde. Band 12). G. Fischer, Jena 1934.
- Rasse und Kultur. Eine Kulturbilanz der Menschenrassen als Weg zur Rassenseelenkunde. 3 Bände. Enke, Stuttgart 1938–1940.
  - Band 1: Allgemeine Kulturbiologie. 1938.
  - Band 2: Vorzeitrassen und Naturvölker. 1938.
  - Band 3: Hochkultur und Rasse. 1940.
- Menschenrassen in Vergangenheit und Gegenwart. Reclam, Leipzig 1936 (= Reclam. Band 7340/41).
- Kurzes Lehrbuch der Rassenbiologie und Rassenhygiene für Mediziner. Mit einem Geleitwort von Prof. Dr. L. Schmidt-Kehl. Enke, Stuttgart 1941; 2. Auflage ebenda 1944.
- Rassenpsychologie. Einführung in eine werdende Wissenschaft. Reclam, Leipzig 1941.
- Die menschliche Fortpflanzung. Kulturbiologisch-bevölkerungspolitisches Rüstzeug des Arztes und anderer Treuhänder deutscher Rassenkraft. Eine Vorlesung vor Medizinern. Leipzig 1941; 2., vermehrte und verbesserte Auflage. Leipzig 1943 (= Rassenbiologische Vorlesungen für Mediziner. Band 1).

- Verhaltensbiologie des Menschen auf kulturanthropologischer Grundlage (= Monographien und Studien zur Konflikt-Psychologie Abt. 1: Konflikt-Analayse. Band 4). Ernst Reinhard Verlag, München/Basel 1966.
- als Hrsg. (postum): Verhaltensforschung im Rahmen der Wissenschaften vom Menschen. Göttingen/Zürich/Frankfurt am Main 1969.

Sammelwerke
- Verhaltensforschung im Rahmen der Wissenschaft vom Menschen. Musterschmidt, Göttingen 1969.

Aufsätze
- Vorschläge zur Methodik der Unterkieferbeobachtung. In: Anthropologischer Anzeiger. Band 6, 1929, S. 154–161.
- Entartung und Aufartung. In: Deutsche Sängerschaft. Band 34, Nr. 8, 1929, S. 291–295.
- Wachstumsstudien an Kindern. Zur Anthropologie der postfetalen Entwicklung. In: Verhandlungen der Gesellschaft für Physische Anthropologie. Band 6, 1931/1932 (= Sonderheft zum Anthropologischen Anzeiger. 8), S. 143–148.
- Günthers Rassenlehren. In: Deutsche Sängerschaft. Band 37, Nr. 5, 1932, S. 199–204.
- Rassenpflege eine Schicksalsfrage. In: DS 4, 1933, S. 148–156.
- Zur Anthropologie des steirischen Obermurgebietes um Murau. In: Mitteilungen der Anthropologischen Gesellschaft Wien. Band 63, 1933, S. 293–319.
- Geistige Gesundheitspflege. In: DS 2, 1934, S. 55–57.
- Unterkiefer aus Australien und Neuguinea aus dem Nachlasse Rudolf Pöchs. In: Zeitschrift für Morphologie und Anthropologie. Band 33, 1935, S. 190–226.
- Ansätze zur Volkscharakterkunde im volkskundlichen Schrifttum. Ein rassenseelenkundlicher Überblick. In: Zeitschrift für Rassenkunde und ihre Nachbargebiete. Band 4, 1936, S. 43–65.
- Das Rassenbiologische Institut der Hansischen Universität Hamburg. In: Zeitschrift für Rassenkunde und die gesamte Forschung am Menschen. Band 9, 1939, S. 274 f.
- Krieg und Gegenauslese. In: Das Reich vom 7. Dezember 1941.
- Nordisch: Vorderasiatisch als rassenpsychologische Polarität. In: Zeitschrift für Rassenkunden und die gesamte Forschung am Menschen. Band 12, 1941, S. 60–65.
- Rasse und Gesicht in Europa, insbesondere in Südeuropa. In: Berichte der Physikalisch-Medizinischen Gesellschaft zu Würzburg. Neue Folge. Band 64, 1941, S. 1–10.
- Entartungsgemälde von gestern. In: Leib und Leben. Band 10, 1942, S. 58.
- Die biologischen Fragen des Landvolkes. In: Forschungsdienst. Sonderheft 18, 1942, S. 32–42.
- mit Ludwig Schmidt: Rassenkundliche Untersuchungen an französischen Kriegsgefangenen. In: Zeitschrift für Rassenkunde. Band 14, 1942, S. 30–43.

- Über gerichtliche Anwendung der Anthropologie. Das erbbiologische Vaterschaftsgutachten. In: Hamburger Ärzteblatt. Band 3, 1949, S. 209–212.
- Zwölf Regeln der Sozialgeschichte. In: Kölner Zeitschrift für Soziologie. Band 2, 1949/1950, S. 158–192.
- Lebensalter und Kulturgeschichte. In: Homo. Band 1, 1950, S. 65–76.
- Wachstum und Reifen. In: Kölner Zeitschrift für Soziologie. Band 3, 1950/1951, S. 165–174.
- Über Zehenbeerenmuster und Kompliziertheitsindex. In: Zeitschrift für Morphologie und Anthropologie. Band 42, 1951, S. 169–183.
- Über „Nachdunkeln“ und Vererbung der Haarfarben. In: Zeitschrift für Morphologie und Anthropologie. Band 44, 1952, S. 115–126.
- Zum Problem des Volkscharakters. In: Kölner Zeitschrift für Soziologie und Sozialpsychologie. Band 5, 1952/1953, S. 285–297.
- Umrisse einer Theorie des Kulturunterganges. In: Kölner Zeitschrift für Soziologie und Sozialpsychologie. Band 5, 1953, S. 432–438.
- Krise und Zukunft der Anthropologie. In: Studium Generale. Band 6, 1953, S. 492–496.
- Der Beweiswert komplexer Ähnlichkeiten im anthropologisch-erbbiologischen Abstammungsnachweis. In: Homo. Band 5, 1954, S. 5–12.
- Renato Biasutti. Der Geograph als Rassen-, Völker- und Kulturforscher.  In: Hans Schwerte, Wilhelm Spengler (Hrsg.): Forscher und Wissenschaftler im heutigen Europa. 2.: Erforscher des Lebens: Mediziner, Biologen, Anthropologen. (= Gestalter unserer Zeit. Band 4). Stalling, Oldenburg 1955. S. 325–335.
- Gesichtszüge in Italien und Libyen. In: Homo. Band 7, 1956, S. 122–142, und Band 8, 1957, S. 223–239.
- Sozialanthropologie. In: Werner Ziegenfuß (Hrsg.): Handbuch der Soziologie. Stuttgart 1956, S. 247–289.
- Die Themen des Menschenlebens. In: Studium Generale. Band 9, 1956, S. 459–466.
- The range of applicability of multifactorial genetics to man. In: Acta genetica et statistica medica. Band 7, 1957, S. 59–64.
- Biologische Menschenkunde als neues Studienfach. In: Mitteilungen des Verbandes deutscher Biologen. Band 30, 1958, S. 78–86.
- Erkenntnis und Irrtum in den Vorstellungen über Vererbung beim Menschen. In: Berichte der Physikalisch-Medizinischen Gesellschaft zu Würzburg. Neue Folge, Band 69, 1958/1959, S. 104–119.
- Norddeutsche, Franzosen und Italiener im morphognostischen Paarvergleich. In: Mitteilungen der Anthropologischen Gesellschaft Wien. Band 90, 1960, S. 55–66.
- Ein deutscher Anthropologe als „Foreign Visiting Lecturer“ in USA und Mexiko. In: Homo. Band 12, 1961, S. 146–156.
- Anthropologische Beobachtungen auf einer Portugalreise. In: Homo. Band 13, 1962, S. 37–45.
- mit Francisco M. Salzano: Der Wachstums- und Alterungsfluß (die Biorrhese) anthropologischer Merkmale an brasilianischen Indianern. In: Homo. Band 14, 1963, S. 193–217.
- Zum Problem der Verhaltensgenetik des Menschen. In: Homo. Band 15, 1964, S. 39–46.
- Multifaktorielle Genetik und Medizin. In: Deutsche Medizinische Wochenschrift. Band 90, 1965, S. 1532–1537.
- Stellungnahme. In: Rolf Seeliger (Hrsg.): Braune Universität. Deutsche Hochschullehrer gestern und heute. Eine Dokumentation. Heft 3. München 1965, S. 70–72.
- mit Walter Mentz und Hiltrut Kneiphoff: Rassenmengung und Rassenmischung in Südbrasilien (Pôrto Alegre). In: Zeitschrift für Morphologie und Anthropologie. Band 57, 1966, S. 215–259.
- Race and culture. In: Robert E. Kuttner (Hg.): Race and modern science. New York 1967, S. 332–365.
- Die variationsanthropologische Erforschung insbesondere des Kulturverhaltens (Vorarbeiten zu einem „Verhaltens-MARTIN“). In: Ders. (Hrsg.): Verhaltensforschung im Rahmen der Wissenschaft vom Menschen. Göttingen 1969, S. 171–184.